# Osakis
Osakis é uma cidade localizada no estado americano de Minnesota, no Condado de Douglas e Condado de Todd.

## Demografia
Segundo o censo americano de 2000, a sua população era de 1567 habitantes.
Em 2006, foi estimada uma população de 1570, um aumento de 3 (0.2%).

## Geografia
De acordo com o United States Census Bureau tem uma área de
5,5 km², dos quais 5,2 km² cobertos por terra e 0,3 km² cobertos por água.

## Localidades na vizinhança
O diagrama seguinte representa as localidades num raio de 20 km ao redor de Osakis.